# 北海道道698号湯の里渡島知内停車場線
北海道道698号湯の里渡島知内停車場線（ほっかいどうどう698ごう ゆのさとおしましりうちていしゃじょうせん）は、北海道上磯郡知内町内を結ぶ一般道道（北海道道）である。

## 概要
地名は「湯ノ里」であるが、路線名は「湯の里」で認定されている。

重内（おもない）神社から国道228号交点までの約3 kmの沿道には桜が植えられており、「重内さくらロード」の愛称が付けられている。

### 路線データ
- 起点：北海道上磯郡知内町湯ノ里
- 終点：北海道上磯郡知内町重内（旧JR北海道 松前線 渡島知内駅跡）
- 総延長：10.531 km
- 実延長：10.236 km
- 重用延長：0.295 km

### 道路管理者
- 渡島総合振興局 函館建設管理部 松前出張所

## 歴史
- 1971年（昭和46年）3月31日 - 路線認定[1]。
- 1988年（昭和63年）2月1日 - 松前線の廃線に伴い、渡島知内駅は廃駅となる。

## 路線状況

### 重複区間
- 国道228号（知内町重内）
- 北海道道531号小谷石渡島知内停車場線（知内町重内 - 知内町重内〔終点〕）

### 道路施設

#### 主な橋梁
- 湯の里大橋（121 m、ミナゴヤ川、知内町湯ノ里）
- 尾刺橋（44 m、チリチリ川、知内町湯ノ里）

## 地理

### 通過する自治体
- 渡島総合振興局
  - 上磯郡知内町

### 交差する道路
知内町
- 国道228号 - 湯ノ里
- 国道228号 - 重内（重複）
- 北海道道531号小谷石渡島知内停車場線 - 重内（重複）

### 沿線にある施設など
知内町
- 知内町立湯ノ里小学校 - 湯ノ里156-61
- 湯の里郵便局 - 湯ノ里114-3
- 新函館農業協同組合知内支店 - 重内66-102
- 知内駅前簡易郵便局 - 重内67